# Gulli Ewerlund
Gulli Ewerlund est une nageuse suédoise née le 13 octobre 1902 à Malmö et morte le 10 juin 1985 dans la même ville.

## Biographie
Aux Jeux olympiques d'été de 1924 à Paris, Gulli Ewerlund est médaillée de bronze du relais 4x100 mètres nage libre ; elle est par ailleurs éliminée en séries du  100 mètres nage libre et du 400 mètres nage libre.